# Idiostrangalia angustissima
Idiostrangalia angustissima là một loài bọ cánh cứng trong họ Cerambycidae.